# العلاقات المجرية الكرواتية
العلاقات المجرية الكرواتية هي العلاقات الثنائية التي تجمع بين المجر وكرواتيا.

## مقارنة بين البلدين
هذه مقارنة عامة ومرجعية للدولتين:
| وجه المقارنة                                              | المجر                                                       | كرواتيا                                                  |
| --------------------------------------------------------- | ----------------------------------------------------------- | -------------------------------------------------------- |
| المساحة (كم2)                                             | 93.04 ألف                                                   | 56.59 ألف                                                |
| عدد السكان (نسمة)                                         | 9.78 مليون                                                  | 4.11 مليون                                               |
| الكثافة السكانية (ن./كم²)                                 | 105.12                                                      | 72.63                                                    |
| العاصمة                                                   | بودابست                                                     | زغرب                                                     |
| اللغة الرسمية                                             | لغة مجرية                                                   | اللغة الكرواتية                                          |
| العملة                                                    | فورنت مجري                                                  | كونا كرواتية                                             |
| الناتج المحلي الإجمالي (بليون دولار)                      | 139.14 مليار                                                | 54.85 مليار                                              |
| الناتج المحلي الإجمالي (تعادل القوة الشرائية) بليون دولار | 260.42 مليار                                                | 94.64 مليار                                              |
| الناتج المحلي الإجمالي الاسمي للفرد دولار أمريكي          | 12.36 ألف                                                   | 11.54 ألف                                                |
| الناتج المحلي الإجمالي للفرد دولار أمريكي                 | 25.07 ألف                                                   | 21.64 ألف                                                |
| مؤشر التنمية البشرية                                      | 0.828                                                       | 0.818                                                    |
| رمز المكالمات الدولي                                      | +36                                                         | +385                                                     |
| رمز الإنترنت                                              | .hu                                                         | .hr                                                      |
| المنطقة الزمنية                                           | ت ع م+01:00، ت ع م+02:00، أوروبا/بودابست ‏، توقيت وسط أوروبا | توقيت وسط أوروبا، ت ع م+01:00، ت ع م+02:00، أوروبا/زغرب ‏ |

## مدن متوأمة
في ما يلي قائمة باتفاقيات التوأمة بين مدن مجرية وكرواتية:
- ترتبط زومباثلي مع سيساك باتفاقية توأمة منذ 1991.
- ترتبط 15th district of Budapest [الإنجليزية]‏ مع Donji Kraljevec, Međimurje County [الإنجليزية]‏ باتفاقية توأمة.
- ترتبط ناجيكانيزسا مع تشاكوفيتش باتفاقية توأمة منذ 1 يونيو 1998.
- ترتبط Cserkeszőlő [الإنجليزية]‏ مع Malinska-Dubašnica [الإنجليزية]‏ باتفاقية توأمة منذ 30 يونيو 2011.
- ترتبط Lánycsók [الإنجليزية]‏ مع Beli Manastir [الإنجليزية]‏ باتفاقية توأمة.
- ترتبط باجا (المجر) مع لابين باتفاقية توأمة.
- ترتبط Harkány [الإنجليزية]‏ مع كريكفينيسا باتفاقية توأمة.[16][17][18][19]
- ترتبط Siófok [الإنجليزية]‏ مع بوريتش باتفاقية توأمة.
- ترتبط موهاج مع Beli Manastir [الإنجليزية]‏ باتفاقية توأمة.
- ترتبط سانتاندري مع Stari Grad, Croatia [الإنجليزية]‏ باتفاقية توأمة.
- ترتبط Szerencs [الإنجليزية]‏ مع بودجورا، مقاطعة سبليت دالماسيا [الإنجليزية]‏ باتفاقية توأمة.
- ترتبط Kadarkút [الإنجليزية]‏ مع Veliko Trojstvo [الإنجليزية]‏ باتفاقية توأمة.
- ترتبط Erzsébetváros [الإنجليزية]‏ مع كارلوفاتش باتفاقية توأمة منذ 2008.
- ترتبط Szentlászló [الإنجليزية]‏ مع Laslovo [الإنجليزية]‏ باتفاقية توأمة.[20]
- ترتبط Barcs [الإنجليزية]‏ مع فيروفيتيكا باتفاقية توأمة.
- ترتبط ناجاتاد مع Križevci [الإنجليزية]‏ باتفاقية توأمة.
- ترتبط Szalánta [الإنجليزية]‏ مع Strizivojna [الإنجليزية]‏ باتفاقية توأمة.[21]
- ترتبط Komló [الإنجليزية]‏ مع فالبوفو باتفاقية توأمة.
- ترتبط Lenti [الإنجليزية]‏ مع Mursko Središće [الإنجليزية]‏ باتفاقية توأمة.
- ترتبط Várpalota [الإنجليزية]‏ مع Gradec, Zagreb County [الإنجليزية]‏ باتفاقية توأمة.
- ترتبط سيكشفهيرفار مع زادار باتفاقية توأمة منذ 28 أكتوبر 1978.
- ترتبط Tapolca [الإنجليزية]‏ مع بيلوفار باتفاقية توأمة.
- ترتبط Rákosmente [الإنجليزية]‏ مع Lovran [الإنجليزية]‏ باتفاقية توأمة.
- ترتبط 16th district of Budapest [الإنجليزية]‏ مع Novi Vinodolski [الإنجليزية]‏ باتفاقية توأمة.
- ترتبط كوسيغ مع سينج (مدينة) باتفاقية توأمة منذ 1995.
- ترتبط  مع زادار باتفاقية توأمة منذ 1 مارس 1997.
- ترتبط Szigetszentmiklós [الإنجليزية]‏ مع Sveti Martin na Muri [الإنجليزية]‏ باتفاقية توأمة.
- ترتبط كابوشفار مع كوبريفنيتسا باتفاقية توأمة منذ 1989.[22][23][24][22]
- ترتبط بيتش مع أوسييك باتفاقية توأمة.
- ترتبط Siklós [الإنجليزية]‏ مع Donji Miholjac [الإنجليزية]‏ باتفاقية توأمة.[25]
- ترتبط Sellye [الإنجليزية]‏ مع Grubišno Polje [الإنجليزية]‏ باتفاقية توأمة.
- ترتبط سيجد مع بولا باتفاقية توأمة منذ 6 نوفمبر 1993.[26][26]
- ترتبط Újbuda [الإنجليزية]‏ مع تروغير باتفاقية توأمة.
- ترتبط Hévíz [الإنجليزية]‏ مع تشازما باتفاقية توأمة.[27]
- ترتبط Fonyód [الإنجليزية]‏ مع Novi Vinodolski [الإنجليزية]‏ باتفاقية توأمة.
- ترتبط Balatonfüred [الإنجليزية]‏ مع أوباتيا باتفاقية توأمة.
- ترتبط زالاجيرسيج مع فاراجدين باتفاقية توأمة منذ 1990.
- ترتبط Pestszentlőrinc-Pestszentimre [الإنجليزية]‏ مع نين باتفاقية توأمة.
- ترتبط بودابست مع زغرب باتفاقية توأمة منذ 3 أغسطس 2012.[28][28][28][28]

## منظمات دولية مشتركة
يشترك البلدان في عضوية مجموعة من المنظمات الدولية، منها:
| علم المنظمة | اسم المنظمة                               | تاريخ انضمام المجر | تاريخ انضمام كرواتيا |
| ----------- | ----------------------------------------- | ------------------ | -------------------- |
|             | الاتحاد الأوروبي                          | 1 مايو 2004        | 1 يوليو 2013         |
|             | وكالة ضمان الاستثمار متعدد الأطراف        | 21 أبريل 1988      | 19 مارس 1993         |
|             | الأمم المتحدة                             | 14 ديسمبر 1955     | 22 مايو 1992         |
|             | الفريق المعني برصد الأرض                  | ?                  | ?                    |
|             | مركز تنسيق الحركة في أوروبا ‏              | ?                  | ?                    |
|             | منظمة حظر الأسلحة الكيميائية              | ?                  | ?                    |
|             | منظمة التجارة العالمية                    | 1995               | ?                    |
|             | منظمة الشرطة الجنائية الدولية             | ?                  | ?                    |
|             | منظمة الأمن والتعاون في أوروبا            | 25 يونيو 1973      | 24 مارس 1992         |
|             | مؤسسة التنمية الدولية                     | 29 أبريل 1985      | 25 فبراير 1993       |
|             | حلف شمال الأطلسي                          | 12 مارس 1999       | 1 أبريل 2009         |
|             | يونسكو                                    | 14 سبتمبر 1948     | 1 يونيو 1992         |
|             | مجلس أوروبا                               | 6 نوفمبر 1990      | ?                    |
|             | الاتحاد البريدي العالمي                   | ?                  | ?                    |
|             | البنك الدولي للإنشاء والتعمير             | 7 يوليو 1982       | 25 فبراير 1993       |
|             | اتفاقية السماوات المفتوحة                 | ?                  | ?                    |
|             | الاتحاد الدولي للاتصالات                  | 1866               | 3 يونيو 1992         |
|             | مؤسسة التمويل الدولية                     | 29 أبريل 1985      | 25 فبراير 1993       |
|             | المنظمة الأوروبية لسلامة الملاحة الجوية   | 1992               | 1997                 |
|             | المركز الدولي لتسوية المنازعات الاستشارية | 6 مارس 1987        | 22 أكتوبر 1998       |
|             | مجموعة أستراليا                           | 1993               | 2007                 |
|             | مجموعة الموردين النوويين                  | ?                  | ?                    |

## أعلام
هذه قائمة لبعض الشخصيات التي تربطها علاقات بالبلدين:
- جيورجي غاريتش (8 مارس 1984[36] – )
- جيولا لورانت (لاعب كرة قدم مجري، 6 فبراير 1923[37] – 31 مايو 1981[37])
- غيرغو لوفرنتشيتش (لاعب كرة قدم مجري، 1 سبتمبر 1988[38] – )
- ميكلوس بانكسيكس (لاعب كرة قدم مجري، 4 فبراير 1944[39] – 6 أغسطس 2007)
- يانوش زابوليا (2 فبراير 1487 – 17 يوليو 1540)
- يوزيف بنتشيتش (لاعب كرة قدم مجري، 6 أغسطس 1933 – )

## وصلات خارجية
- موقع وزارة الخارجية المجرية
- موقع وزارة الخارجية الكرواتية